# Lauro de Freitas
Lauro de Freitas és un municipi de 59 km²; en el cap al nord oriental de l'estat de Bahia, Brasil situat a 12° 53′ 38″ Cap al Sud 38° 19′ 37″ cap a l'oest. La població de 2005 era de 141.280 habitants.